# Brooke Ashley

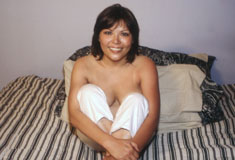
Brooke Ashley (2005)

Brooke Ashley  (* 5. Mai 1973 in Taegu, Südkorea als Anne Marie Ballowe) ist eine ehemalige US-amerikanische Pornodarstellerin. Sie wurde einer breiten Öffentlichkeit bekannt, als sie 1999 die Pornoproduzenten verklagte, bei deren Dreharbeiten sie sich mit HIV infiziert hatte.

## Leben
Anne Marie Ballowes Vater ist ein amerikanischer Geistlicher, ihre Mutter ist Koreanerin. Die Familie zog in die USA, und bald darauf ließen sich die Eltern scheiden, als Anne Marie Ballowe sieben Jahre alt war. Sie wuchs bei ihrem Vater in einer Kleinstadt in Missouri auf. Mit 16 Jahren sei sie nach eigenem Bericht von einem Mitschüler vergewaltigt worden. Im Jahr darauf ging sie nach Los Angeles.
Im Alter von 18 Jahren begann Brooke Ashley ihre Tätigkeit in der Pornoindustrie. Unter dem Namen Brooke Ashley wirkte sie über sechs Jahre in zahlreichen Hardcore-Pornofilmen mit. In der MTV-Doku-Serie True Life trat sie 1998 in der Folge I'm a Porn Star auf.
Im Jahr 1998 war Ashley Hauptdarstellerin in dem Pornofilm The World’s Biggest Anal Gangbang für „Hard Core Television“ und „K-Beech Video Inc.“, in dem ein Weltrekord im Analverkehr aufgestellt werden sollte; Ashley sollte mit 50 Männern Analsex haben. Die Gruppe der Männer bestand aus professionellen Pornodarstellern und lokal rekrutierten Fans. Ihr Vertrag sah Szenen mit ungeschützter Penetration vor. Der Film wurde von Dan Beck produziert und an zwei Tagen in den Video-Studios in Chatsworth (Kalifornien) gedreht. Während des Drehs blieb Ashley auf einer Bühne, ein Mann nach dem anderen kam herein, klopfte dem vorigen auf die Schulter und penetrierte sie in verschiedenen Positionen. Nach drei oder vier Männern hatte sie 15 Minuten Pause. Am Ende des Tages habe sie nach Auskunft des Regisseurs Cash Markman geweint, weil diese Art von Dreh mit einer nicht endenden Reihe von Männern so erniedrigend war. Und sie wollte, dass die Männer, die sie nicht persönlich kannte, Kondome benutzen.
Einige Zeit nach den Dreharbeiten wurde Brooke Ashley positiv auf HIV getestet. Unter den Männern, denen sie vertraut hatte, war auch der Pornodarsteller Marc Wallice, bürgerlich Marc Goldberg. Zur gleichen Zeit wurde bei vier weiteren Darstellerinnen HIV festgestellt. Auch in ihre Fälle war Goldberg verwickelt. Als bekannt wurde, dass Goldberg HIV-positiv war, kamen Gerüchte auf, dass er absichtlich seinen HIV-Status durch falsche Blutuntersuchungen versteckt hatte, um weiterarbeiten zu können. Ballowe und Goldberg hatten ähnliche Verzichtserklärungen für den Film, den sie zusammen drehten, unterzeichnet, in denen es hieß: „Ich versichere, dass ich bei guter Gesundheit bin und keine sexuell übertragbaren Krankheiten bekannt sind. Ich verstehe, dass die Vorteile der Arbeitnehmer-Entschädigungsgesetze nicht gelten“.
Die Los Angeles Times schrieb, Ashleys Aufstieg und Fall in der Porno-Branche sei nicht ungewöhnlich, doch ihre Reaktion sei es gewesen. Sie reichte 1999 Klage beim Superior Court des Bundesstaates Kalifornien ein. In mehreren Verfahren verklagte sie alle Verantwortlichen, die mit der Herstellung des Pornofilms verbunden waren. Die Beschuldigungen reichten von Körperverletzung bis hin zu Vertragsverletzungen. Sie beschuldigte Goldberg, sie mit dem HI-Virus infiziert zu haben, und dass er sich dieser Tatsache bewusst gewesen sei. Die meisten der in der Klage genannten Parteien lehnten die Verantwortung für Ashleys HIV-positiven Zustand ab. Goldberg insbesondere bestritt ihre Anschuldigungen.
Ashley wurde in der Folgezeit durch Auftritte in Talkshows und Interviews einem größeren Publikum bekannt. Der letzte Verhandlungstag, über den berichtet wurde, war im Mai 2007 vor dem „Workers’ Compensation Appeal Board“  (Beschwerdekammer für Arbeitnehmerentschädigung) von Kalifornien. Die zentrale Frage war, ob Ashley in einem arbeitnehmerähnlichen Verhältnis gestanden hatte, als sie den Film drehte.  2010 erhielt sie eine Entschädigung. Es war die erste Schadensersatzklage einer Pornodarstellerin in den USA, die sich bei ihrer Arbeit mit AIDS infiziert hatte. Ihr Prozess wurde beispielhaft angeführt für die Notwendigkeit einer Regulierung der amerikanischen Pornoindustrie.
Als sie 1998 der Pornoindustrie den Rücken kehrte, war sie an Hepatitis C erkrankt und mit mehreren sexuell übertragbaren Krankheiten infiziert. Zusätzlich litt sie unter Drogenabhängigkeit und zeigte Symptome von Schizophrenie. Mit 29 Jahren lebte sie in einer Drogenentzugsklinik für obdachlose Patienten in Honolulu.
Im Juli 2005 drehte Ashley erneut und zum letzten Mal einen Pornofilm: Sie ließ sich beim Sex mit ihrem ebenfalls mit HIV-infizierten Freund filmen.

## Filmografie
- 1993: Nasty Girls
- 1994: Burma Road 2
- 1996: Pick up Lines 7
- 1996: Puritan Video Magazine #5
- 1998: The World’s Biggest Anal Gangbang
- 1997: Assy 3 & 5
- 1999: Great Tits 1+2
- 2005: Dirty Debutantes 328